# Awafukia
Awafukia is een geslacht van halfvleugeligen uit de familie Aphrophoridae. De wetenschappelijke naam van dit geslacht is voor het eerst geldig gepubliceerd in 1934 door Matsumura.

## Soorten
Het geslacht Awafukia  is monotypisch en omvat slechts de volgende soort:
- Awafukia nawae (Matsumura, 1904)